# Фарисей (напій)

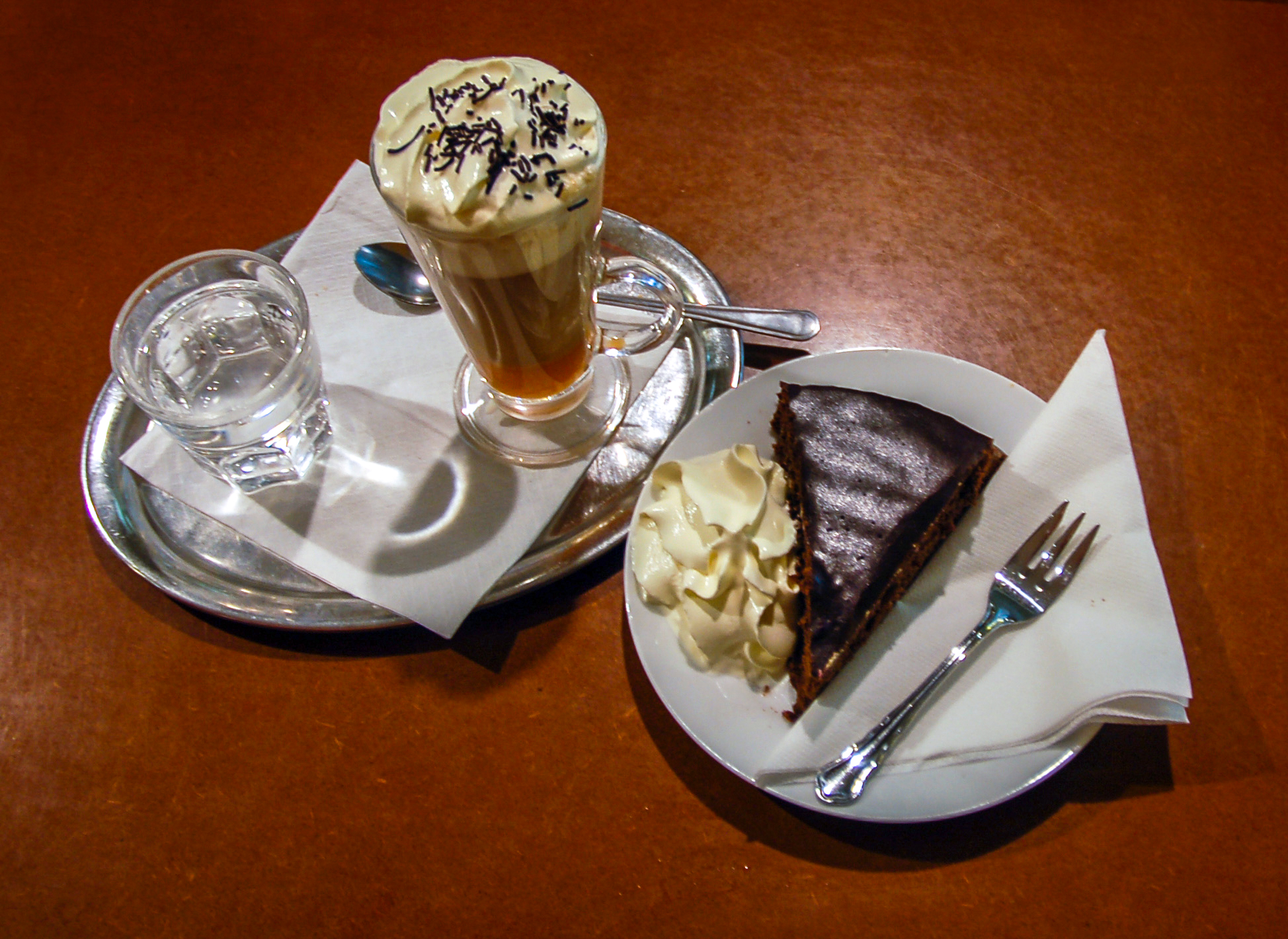
Фарисей сервірований з порцією торта «Захер»

«Фарисей» (нім. Pharisäer) — гарячий кавовий напій в німецькій кухні, готується з додаванням рому і збитих вершків.
За легендою напій з'явився в Північній Фризії на острові Нордштранд у XIX столітті, коли там служив аскетичний пастор Георг Блаєр. У його присутності місцеві жителі наважувалися пити тільки каву. Додати потайки в каву ром і сховати запах рому під шапкою збитих вершків здогадалися у 1872 році на хрестинах дитини одного з селян. Пастору-аскету подали, зрозуміло, каву без рому. Але якимось чином пастор розгадав хитрість своїх парафіян, можливо, помилково зробивши ковток з чужої кавової чашки, і в обуренні вигукнув: «О, фарисеї!».
Для приготування «фарисея» в міцну солодку чорну кави потрібно додати 40 мілілітрів коричневого ямайського рому і зверху прикрасити збитими вершками. «Фарисей» не розмішують, а п'ють крізь вершки. За традицією той, хто розмішає «фарисея», оплачує випивку всієї компанії. «Фарисей» сервірується у високій чашці-келиху з блюдцем. За традицією напідпитку 8 «фарисеїв» може забрати собі цей келих. Однак господар закладу завжди може запобігти, своєчасно збільшивши дозу рома в напої.